# Orociclo

Un orociclo blu nel Disco di Poincaré e alcune rette normali rosse. Le rette normali convergono asintoticamente allo stesso punto, ovvero quello in cui orociclo e circonferenza all'infinito si intersecano.

In geometria iperbolica, un orociclo è una curva del piano iperbolico ortogonale a tutte le rette appartenenti ad un fascio.

## Definizione
Un orociclo può essere definito, nel modello di piano iperbolico dato dal disco di Poincaré, come una qualsiasi circonferenza tangente al bordo del disco.

## Proprietà
Un orociclo interseca il bordo del disco di Poincaré (i "punti all'infinito" del piano iperbolico) in un punto {\displaystyle P}, detto centro. Due orocicli sono detti concentrici se intersecano il bordo del disco nello stesso punto {\displaystyle P}.

### Fascio di rette
Ogni retta del piano iperbolico che converge asintoticamente a {\displaystyle P} interseca l'orociclo ortogonalmente in un punto. Queste rette, dette raggi, formano un fascio. Valgono le proprietà seguenti:
- Ciascun raggio è un asse di simmetria per l'orociclo.
- Il rapporto tra due archi di oricicli concentrici tagliati dagli stessi raggi dipende solo dalla distanza dei due oricicli, secondo la relazione seguente:

{\displaystyle {\frac {AB}{A'B'}}=e^{-{\frac {x}{k}}},}
dove {\displaystyle x=AA'=BB'} sono segmenti di raggi tagliati da oricicli concentrici, e {\displaystyle k} è una costante opportuna.

### Orocicli
Valgono le proprietà seguenti.
- Dati due punti {\displaystyle A} e {\displaystyle B} dell'orociclo, esiste una isometria del piano che fissa l'orociclo come insieme ma trasla i punti, spostando {\displaystyle A} in {\displaystyle B}.
- Dati due orocicli {\displaystyle O} e {\displaystyle O'}, esiste una isometria del piano che sposta il primo nel secondo (gli orocicli sono tutti congruenti).